# Poikilolaimus micoletzkyi
Poikilolaimus micoletzkyi är en rundmaskart. Poikilolaimus micoletzkyi ingår i släktet Poikilolaimus och familjen Rhabditidae. Inga underarter finns listade i Catalogue of Life.